# 斜鋸牙鯊屬
斜鋸牙鯊屬（学名：Rhizoprionodon）又稱曲齒鯊屬，是真鲨科的一屬。

## 物种
所包括的物种如下：
- 尖吻斜鋸牙鯊 Rhizoprionodon acutus：又名尖頭曲齒鮫。
- 巴西斜鋸牙鯊 Rhizoprionodon lalandii：又稱巴西曲齒鯊。
- 太平洋斜鋸牙鯊 Rhizoprionodon longurio：又稱太平洋曲齒鯊。
- 短鰭斜鋸牙鯊 Rhizoprionodon oligolinx：又稱短鰭曲齒鯊、短鰭尖吻鯊。
- 加勒比斜鋸牙鯊 Rhizoprionodon porosus：又稱加勒比曲齒鯊。
- 泰勒斜鋸牙鯊 Rhizoprionodon taylori：又稱泰勒曲齒鯊。
- 大西洋斜鋸牙鯊 Rhizoprionodon terraenovae：又稱大西洋曲齒鯊。